# District de Choiseul
Pour les articles homonymes, voir Choiseul.
Le district de Choiseul est l'un des dix districts de Sainte-Lucie.
Sa capitale est Choiseul.